# North Sewickley Township
North Sewickley Township est un township, situé dans le comté de Beaver, en Pennsylvanie, aux États-Unis,. En 2010, il comptait une population de 5 488 habitants.

## Démographie
Lors du recensement de 2010, le township comptait une population de 5 488 habitants. Elle est estimée, en 2016, à 5 476 habitants.